# Ephemerum mexicanum
Ephemerum mexicanum là một loài rêu trong họ Ephemeraceae. Loài này được E.B. Bartram mô tả khoa học đầu tiên năm 1925.